# اسپاون (کمیک)
اسپاون (به انگلیسی: Spawn) با نام اصلی آلبرت «آل» فرانسیس سیمونز، یک شخصیت خیالی ضدقهرمان در کتاب‌های کامیک منتشر شده توسط ایمیج کامیکس است. شخصیت اسپاون توسط تاد مک‌فارلن خلق شده‌است که برای اولین بار در شمارهٔ ۱ از مجموعه اسپاون (مه ۱۹۹۲) حضور پیدا کرد. آل سیمونز آدمکشی حرفه‌ای بود که در نهایت بدست کارفرما و دوست سابقش به قتل رسید. او پس از مرگ، به منظور دیدن دوباره همسرش، روح خود را به یکی از چندین فرمانروای جهنم می‌فروشد. اما شیطان برنامه‌های دیگری برای سیمونز در ذهن خود داشت و او را با عنوان هل‌اسپاون برای انجام پیشنهادهایش به زمین فرستاد.
مایکل جای وایت نقش شخصیت اسپاون را در فیلم اسپاون (۱۹۹۷) ایفا کرده‌است.

## زندگینامه ساختگی شخصیت

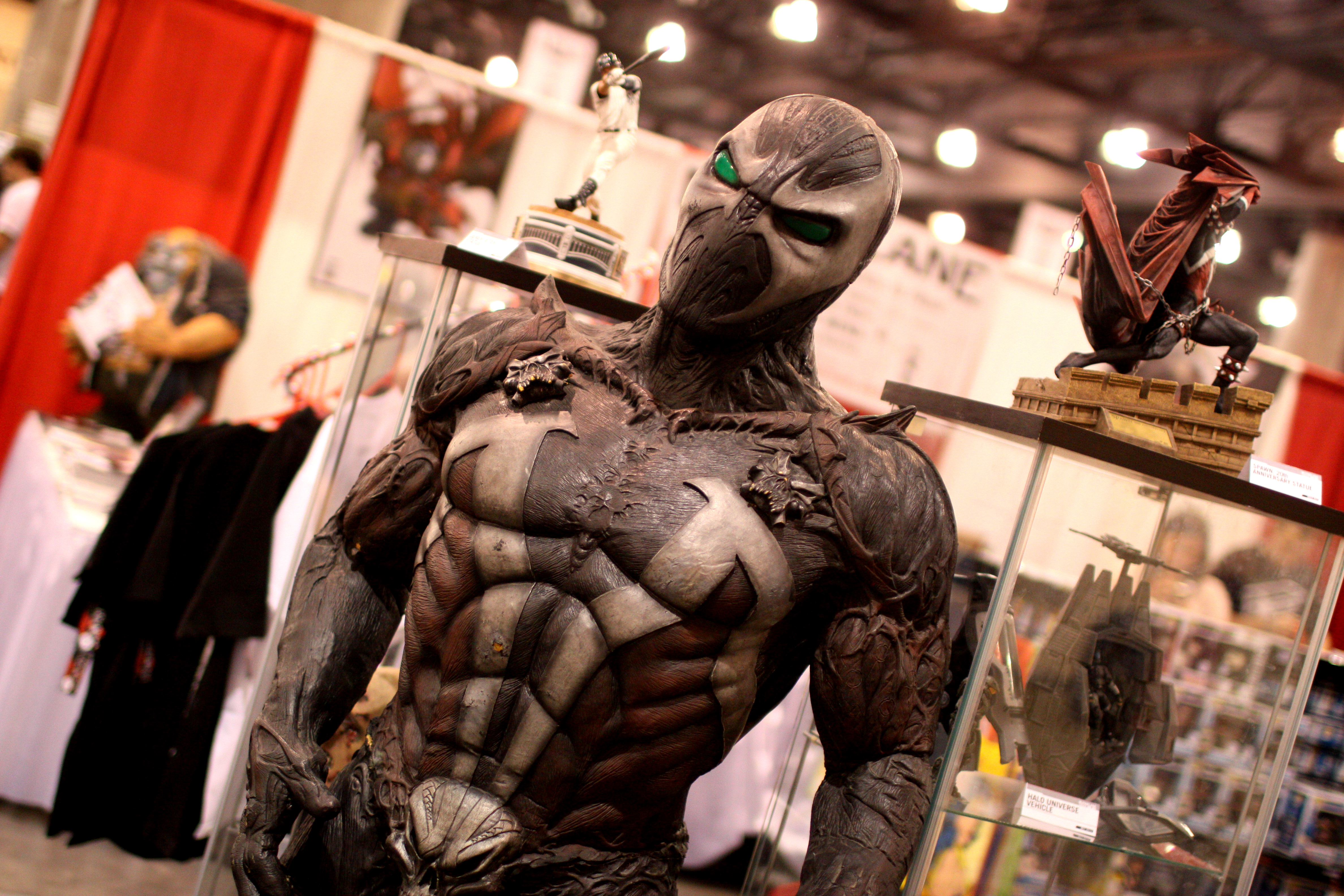
مجسمه اسپاون در کامیکان فینیکس سال ۲۰۱۲ در فینیکس، آریزونا

آل سیمونز یکی از اعضای بسیار پیراسته سرویس مخفی (به ویژه نجات رئیس‌جمهور در زمان سوء قصد به جانش) و سازمان اطلاعات سیا بود. سیمونز پس از اینکه توسط مافوقش جیسون وین در یک کشور خارجی به قتل رسید، به دلیل داشتن زندگی به عنوان یک آدمکش، مستقیماً به جهنم اعزام شد. در جهنم سیمونز با شیطانی به نام مالبولژیا در ازای گرفتن روحش، معامله‌ای انجام داد. سیمونز قبول کرد تا تبدیل به پیاده‌نظام جهنم شود و به مالبولژیا خدمت کند، اگر او برای آخرین بار اجازه دیدن همسرش واندا بِلیک را بدهد. او سیمونز را به سرزمین موجودات زنده بازگرداند، اما با حافظه‌ای مبهم، بدنی به شدت سوخته، و همراه با سگی نگهبان به نام کلاون. سیمونز از این مسئله بی‌اطلاع بود که از زمان مرگش بر روی زمین پنج سال گذشته بود، و همسرش با بهترین دوستش تری فیتزجرالد ازدواج کرده بود و آن دو صاحب یک دختر به نام سایان بودند.
سیمونز که زندگی خود را تمام شده می‌دید، تنها دو راه پیش روی خود داشت: یا از دستورهای مالبولژیا پیروی کند، یا از مسئولیت خود در قبال شیطان انصراف دهد. هر دو انتخاب در قالب یک دلقک کوتاه قد، چاق و چله، روح خبیث صغیر و بسیار زشت (که قادر به تغییر شکل به متجاوزی بزرگ، دارای پنجه‌ها و دندان‌های تیز) و کالیوسترو، پیرمردی بی‌خانمان که اطلاعات زیادی در مورد شرایط سیمونز می‌دانست، پیش چشم او نمایان شدند.